# Clásica Brujas-La Panne 2021
La 45.ª edición de la clásica ciclista Clásica Brujas-La Panne (llamada oficialmente: Oxyclean Classic Brugge-De Panne) fue una carrera en Bélgica que se celebró el 24 de marzo de 2021 sobre un recorrido de 203,9 kilómetros con inicio en la ciudad de Brujas y final en el municipio de De Panne. 
La carrera formó parte del UCI WorldTour 2021, calendario ciclístico de máximo nivel mundial, siendo la octava carrera de dicho circuito y fue ganada por el irlandés Sam Bennett del Deceuninck-Quick Step. Completaron el podio, como segundo y tercer clasificado respectivamente, el belga Jasper Philipsen del Alpecin-Fenix y el alemán Pascal Ackermann del Bora-Hansgrohe.

## Recorrido
La salida se encuentra en la ciudad de Brujas y final en el municipio De Panne en la provincia de Flandes Occidental sobre una distancia de 203,9 kilómetros. El recorrido incluyó 6 tramos llanos de pavé y 5 muros, algunos de ellos con zonas adoquinadas:

## Equipos participantes
Tomaron parte en la carrera 25 equipos: 17 de categoría UCI WorldTeam y 8 de categoría UCI ProTeam. Formaron así un pelotón de 173 ciclistas de los que acabaron 158. Los equipos participantes fueron:
| WorldTeams (17)- AG2R Citroën Team - Astana-Premier Tech - Bahrain Victorious - Bora-Hansgrohe - Cofidis - Deceuninck-Quick Step - Groupama-FDJ - Intermarché-Wanty-Gobert Matériaux - Israel Start-Up Nation - Jumbo-Visma - Lotto Soudal - Movistar Team - Team BikeExchange - Team DSM - Qhubeka Assos - Trek-Segafredo - UAE Team Emirates ProTeams (8)- Alpecin-Fenix - Arkéa-Samsic - B&B Hotels p/b KTM - Bingoal-WB - Sport Vlaanderen-Baloise - Total Direct Énergie - Uno-X Pro Cycling Team - Vini Zabù |
| |

## Clasificaciones finales
- Las clasificaciones finalizaron de la siguiente forma:[4]

| \| Clasificación general \| Clasificación general \| Clasificación general \| Clasificación general \| Clasificación general \| \| Ciclista \| Ciclista \| Equipo \| Tiempo \| \| \| --------------------- \| --------------------- \| ---------------------- \| --------------------- \| --------------------- \| \| 1.º \| Sam Bennett \| Deceuninck-Quick Step \| 4 h 27 min 40 s \| \| \| 2.º \| Jasper Philipsen \| Alpecin-Fenix \| + 0 s \| \| \| 3.º \| Pascal Ackermann \| Bora-Hansgrohe \| + 0 s \| \| \| 4.º \| Giacomo Nizzolo \| Qhubeka Assos \| + 0 s \| \| \| 5.º \| Timothy Dupont \| Bingoal-WB \| + 0 s \| \| \| 6.º \| Hugo Hofstetter \| Israel Start-Up Nation \| + 0 s \| \| \| 7.º \| Cees Bol \| Team DSM \| + 0 s \| \| \| 8.º \| Michael Mørkøv \| Deceuninck-Quick Step \| + 0 s \| \| \| 9.º \| Elia Viviani \| Cofidis \| + 0 s \| \| \| 10.º \| Stanisław Aniołkowski \| Bingoal-WB \| + 0 s \| \| |                       |                        |                 |
| |                       |                        |                 |
| Fuente: ProCyclingStats |                       |                        |                 |
| Clasificación general |                       |                        |                 |
| Ciclista | Ciclista              | Equipo                 | Tiempo          |
| 1.º | Sam Bennett           | Deceuninck-Quick Step  | 4 h 27 min 40 s |
| 2.º | Jasper Philipsen      | Alpecin-Fenix          | + 0 s           |
| 3.º | Pascal Ackermann      | Bora-Hansgrohe         | + 0 s           |
| 4.º | Giacomo Nizzolo       | Qhubeka Assos          | + 0 s           |
| 5.º | Timothy Dupont        | Bingoal-WB             | + 0 s           |
| 6.º | Hugo Hofstetter       | Israel Start-Up Nation | + 0 s           |
| 7.º | Cees Bol              | Team DSM               | + 0 s           |
| 8.º | Michael Mørkøv        | Deceuninck-Quick Step  | + 0 s           |
| 9.º | Elia Viviani          | Cofidis                | + 0 s           |
| 10.º | Stanisław Aniołkowski | Bingoal-WB             | + 0 s           |

## Ciclistas participantes y posiciones finales
Convenciones:
- AB: Abandono
- FLT: Retiro por llegada fuera del límite de tiempo
- NTS: No tomó la salida
- DES: Descalificado o expulsado

## UCI World Ranking
La Clásica Brujas-La Panne otorgó puntos para el UCI World Ranking para corredores de los equipos en las categorías UCI WorldTeam, UCI ProTeam y Continental. Las siguientes tablas muestran el baremo de puntuación y los 10 corredores que obtuvieron más puntos:
| Posición   | 1.º | 2.º | 3.º | 4.º | 5.º | 6.º | 7.º | 8.º | 9.º | 10.º | 11.º | 12.º | 13.º | 14.º | 15.º-20.º | 21.º-30.º | 31.º-50.º | 51.º-55.º | 56.º-60.º |
| Puntuación | 300 | 250 | 215 | 175 | 120 | 115 | 95  | 75  | 60  | 50   | 40   | 35   | 30   | 25   | 20        | 12        | 5         | 2         | 1         |

| Clasificación |                       |                            |        |
| Posición      | Ciclista              | Equipo                     | Puntos |
| ------------- | --------------------- | -------------------------- | ------ |
| 1.º           | Sam Bennett           | Deceuninck-Quick Step      | 300    |
| 2.º           | Jasper Philipsen      | Alpecin-Fenix              | 250    |
| 3.º           | Pascal Ackermann      | Bora-Hansgrohe             | 215    |
| 4.º           | Giacomo Nizzolo       | Qhubeka ASSOS              | 175    |
| 5.º           | Timothy Dupont        | Bingoal-WB                 | 120    |
| 6.º           | Hugo Hofstetter       | Israel Start-Up Nation     | 115    |
| 7.º           | Cees Bol              | DSM                        | 95     |
| 8.º           | Michael Mørkøv        | Deceuninck-Quick Step      | 75     |
| 9.º           | Elia Viviani          | Cofidis, Solutions Crédits | 60     |
| 10.º          | Stanisław Aniołkowski | Bingoal-WB                 | 50     |